# Mõisaküla (Saaremaa)
Koordinaten: 58° 18′ N, 22° 1′ O
Mõisaküla ist ein Dorf (estnisch küla) auf der größten estnischen Insel Saaremaa. Es gehört zur Landgemeinde Saaremaa (bis 2017: Landgemeinde Lääne-Saare) im Kreis Saare. Mõisaküla ist nicht zu verwechseln mit Mõisaküla, das ebenfalls auf der Insel Saaremaa liegt und bis 2017 ein eigenständiges Dorf war, bevor es nach Kaugatoma eingegliedert wurde.
Das Dorf hat 42 Einwohner (Stand 1. Januar 2016). Seine Fläche beträgt 5,63 km².